# Robert Jakob Bock
Robert Jakob Bock (* 26. April 1896 in Darmstadt; † 4. Oktober 1943 in Pirmasens) war ein deutscher Maler, Radierer und Zeichner.

## Leben
Seine Eltern waren die Darmstädter Kaufleute Joachim und Katharina Bock. Nach kurzer Studienzeit an der Kunstschule in Mainz zog es ihn 1916 an die Königliche Akademie der Bildenden Künste München, zunächst in die Klasse von Peter Halm, 1919 nahm ihn Franz von Stuck in seine Meisterklasse auf. 1936 wirkte er im Rahmen der Olympischen Spiele in Berlin. 1937 heiratete er die Pirmasenserin Wilhelmine Haber. 1943 starb er 2 Tage nach der Bombardierung seines Münchner Ateliers in Pirmasens an Tuberkulose.

## Öffentliche Sammlungen
- Neue Pinakothek, München
- Kunstsammlung Coburg, Veste Coburg

## Bilder (Auswahl)

Porträt Franz von Stuck (mit Widmung)
Susanna beim Bade, 1919, mit Kommentar Franz v. Stuck
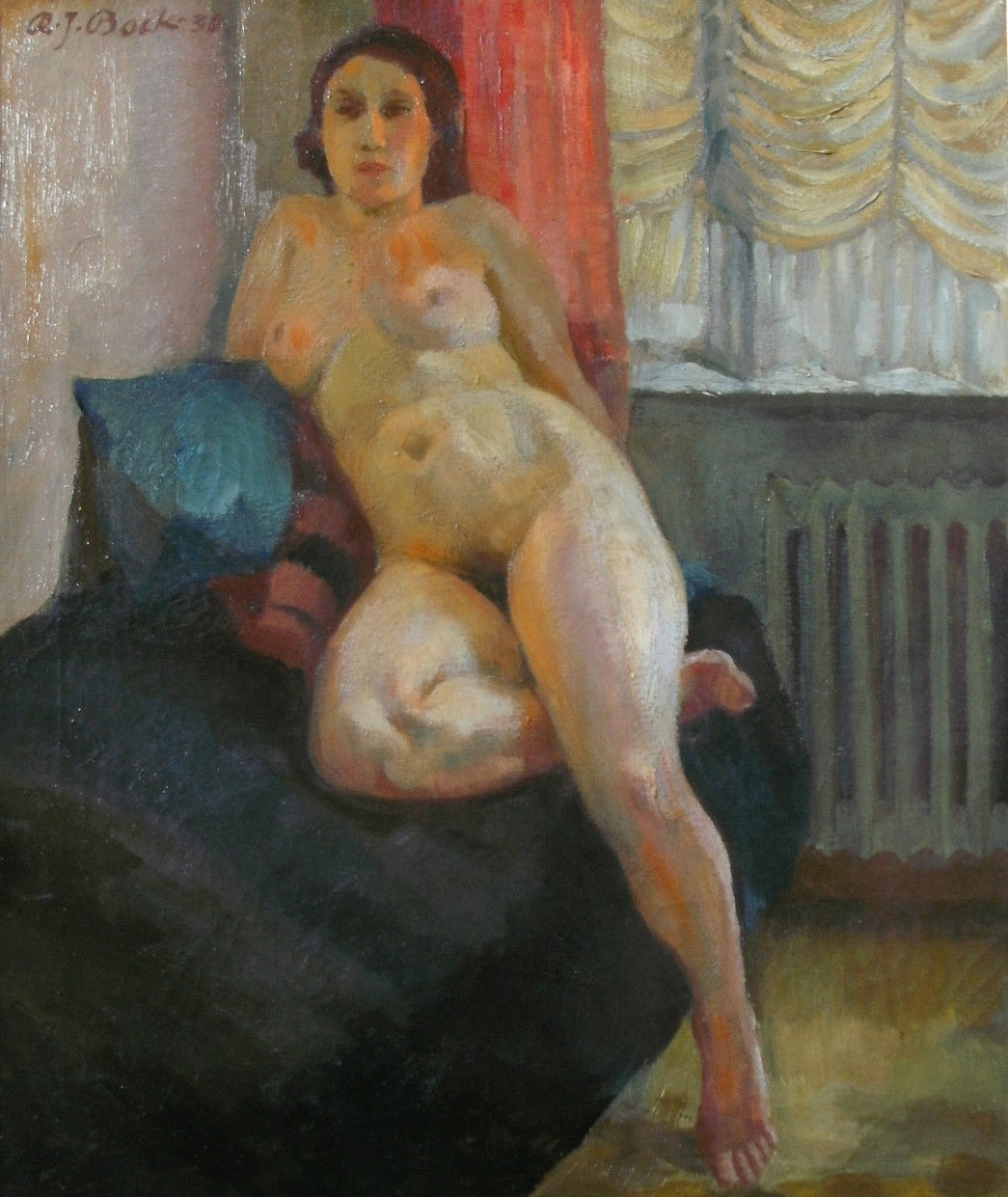
Weiblicher Akt, 1930